# 羅來勝
羅來勝（1949年—2019年）廣東省梅州市人，中共黨員丶中國大陸政治軍事人物，解放軍陸軍軍官。
過去曾出任多個軍方單位，歷任第42集團軍參謀長丶廣東省政協常委丶解放軍第42集團軍副軍長等。並且曾任廣東省軍區副司令員丶中國人民解放军少將。2019年離世，年七十歲   